# La macchina delle immagini di Alfredo C.
La macchina delle immagini di Alfredo C. è un film documentario del 2021 diretto da Roland Sejko.

## Trama
Nel 1939 L’Italia fascista occupa l’Albania. Migliaia di italiani, operai, coloni e tecnici, vengono trasferiti nel paese. Novembre 1944, l’Albania è liberata. Il nuovo regime comunista chiude i confini e pone all’Italia decine di condizioni per il rimpatrio dei suoi concittadini. Nel 1945 in Albania si trovano trattenuti ancora 27.000 italiani tra reduci e civili. Tra di loro c’è anche un operatore cinematografico. Alfredo Cecchetti, operatore della propaganda fascista, ha girato per cinque anni l’Albania con la sua cinepresa. Prima, per quasi un ventennio, ha immortalato la capillare macchina del regime. Ora, da un giorno all’altro, deve fare lo stesso, ma per un regime comunista. Chiuso nel suo magazzino, circondato da migliaia di pellicole, Alfredo Cecchetti rivede su una vecchia moviola quello che ha girato.

## Produzione
Il documentario è stato girato negli studi di Cinecittà.

## Distribuzione
Il film è stato presentato in selezione ufficiale alla 78ª Mostra Internazionale d'Arte Cinematografica di Venezia nella sezione Orizzonti Extra, a partire dal 7 marzo 2022 è stato distribuito nelle sale cinematografiche italiane. È stato trasmesso su Rai Storia il 24 febbraio 2023.

## Riconoscimenti
Il film ha vinto il Nastro d'Argento come Miglior Docufilm 2022 ed è stato selezionato nella decina dei documentari in concorso per il Premio David di Donatello.